# Benedikt Ferretti
Benedikt Ferretti, slovenski astronom, * Ljubljana, 1655, † okoli 1730.
Ferretti je napisal večje število astronomskih del, od katerih pa so ostali le naslovi. V Ljubljani pod Turnom si je zgradil observatorij.